# Marina Brambilla
Marina Marzia Brambilla (Milano, 2 giugno 1973) è una docente e germanista italiana, rettrice dell'Università degli Studi di Milano dal 2024. È la prima rettrice donna nei 100 anni di storia dell'università milanese.

## Biografia
Dopo aver conseguito la laurea in Lingue e Letterature Straniere alla Libera università di lingue e comunicazione IULM nel 1997, si iscrive al dottorato in Lingua e Letteratura tedesca presso l'Università degli Studi di Pavia.
La sua carriera di docente inizia già nel 2001, anno in cui inizia a tenere alcuni corsi presso l'Università IULM, dove lavorerà fino all'anno accademico 2003/2004. Nello stesso anno accademico inizia ad insegnare nell'Università degli Studi di Milano, presso la Facoltà di Scienze Politiche.
Dapprima insignita nel 2018 della carica di Prorettrice delegata alla Programmazione e all’Organizzazione dei Servizi per gli Studenti, per la Didattica e per il Personale, nell'aprile 2024 viene eletta Rettrice dell'Università degli Studi di Milano per il sessennio 2024 – 2030. Ha assunto formalmente la carica il 1° ottobre 2024.